# Coradino Vega
Coradino Vega (Minas de Riotinto, Huelva, 12 de mayo de 1976) es un escritor español, autor de novelas, artículos y ensayos.

## Biografía
Hijo de una maestra de enseñanza primaria y del futbolista Coradino de la Vega Guerrero, y nieto por parte materna y paterna de empleados de la Compañía Española de Minas de Río Tinto. Pasó su infancia y juventud en Riotinto, hasta que, con dieciocho años, se matriculó en la Universidad de Sevilla, por la que se licenció en Derecho. En esa misma universidad cursó también estudios de Literatura Comparada y Estética, que amplió posteriormente en la Universidad de París VIII. De vuelta a España, trabajó varios años en Madrid en el sector editorial. En 2006 se instaló en Sevilla, provincia en la que, desde entonces, imparte clases de Lengua y Literatura en institutos de enseñanza secundaria.

## Narrativa

### Novelas

#### El hijo del futbolista(2010)
En 2010 publicó El hijo del futbolista (Ed. Caballo de Troya). Se trata de una novela de iniciación, centrada en el personaje de Martín, un joven que cursa su último año de instituto en un pueblo de una zona minera del sur de España. La obra tuvo buena acogida crítica y fue comentada por escritores como Antonio Muñoz Molina, Rafael  Chirbes, Alejandro Gándara, Care Santos o Rafael Reig.

#### Escarnio(2014)
Escarnio (Caballo de Troya, 2014) es, como la anterior, una novela de aprendizaje, con elementos de crítica social. Está ambientada en Madrid, en 1994, y trata sobre Carlos, un estudiante de provincias, hijo de un ferretero, que se traslada a Madrid a cursar estudios de Derecho y se aloja en un elitista colegio mayor. Uno de los personajes de la novela, el profesor Torres-Navarro, está inspirado en Francisco Tomás y Valiente.

#### La noche más profunda(2019)
Su novela La noche más profunda (Galaxia Gutenberg, 2019) recrea la vida del escritor Mihail Sebastian a partir de sus recuerdos y pensamientos en una mañana de 1945 en Bucarest, recién terminada la II Guerra Mundial, justo cuando morirá atropellado accidentalmente por un camión militar soviético. En opinión de Sergio Vila-Sanjuán, se trata de una ambiciosa novela de ideas, rara en el panorama literario español actual. El título es una frase de Friedrich Nietzsche, citada por Gustav Mahler en su Sinfonía n.º 3. Fue escogido para aludir a la oscuridad de los tiempos en los que vivió el protagonista (la Europa dominada por el fascismo y el nazismo), a la condición de melómano de Sebastian y también a la propia intención de Vega de dotar a la obra de una estructura musical, al dividirla en cuatro partes que evocan los cuatro movimientos de una sinfonía. Entre otros asuntos, la novela recrea la relación de Sebastian con distintas personas: su padre (sobre él apenas hay menciones en los diarios), con su maestro y mentor el filósofo Nae Ionescu y con su mejor amigo Mircea Eliade. Estos dos últimos sostuvieron posiciones políticas fascistas, opuestas a las de Sebastian. El crítico Juan Carlos Sierra vinculó esta obra con la narrativa de Antonio Muñoz Molina, tanto por los valores éticos y literarios contenidos en ella como, en el plano técnico, el arriesgado uso de la analepsis.

#### Entre mujeres(2024)
Se trata de una novela ambientada en el marco histórico de las elecciones municipales de España de 1983 y la reconversión industrial que afectó especialmente a Riotinto, lugar de la acción. En ese momento de cambios sociales, económicos y políticos (el PSOE ganó la alcaldía de muchos municipios), se cuenta la historia de Olga, quien siempre vivió en un entorno privilegiado y quien debe replantearse radicalmente su vida tras enviudar y quedarse a cargo de tres hijos. El profesor y crítico Faustino Díaz Niso emparentó la forma de relacionar un tiempo histórico con unos personajes de ficción (a los que el autor retrata con compasión) con el mundo narrativo de Cervantes o Galdós. Pelayo Cardelús destacó la transparencia del estilo de Vega y el uso de una voz narradora objetiva.

### No ficción

#### Una vida tranquila(2021)
En 2021 publicó Una vida tranquila (Galaxia Gutenberg), obra narrativa con elementos ensayísticos sobre diferentes artistas (principalmente el pintor Giorgio Morandi, el compositor Federico Mompou y la poeta Jane Kenyon) en la que se reflexiona sobre la creatividad, la vocación artística, el compromiso con los ideales propios y el conflicto de estos con la sociedad o los momentos históricos en los que vivieron estos artistas. Para Antonio Muñoz Molina, la selección de estos artistas revela la propia actitud de Vega ante la literatura, el trabajo y la vida. Se puede ser muy confesional sin usar en ningún momento la palabra “yo”. Álvaro Valverde destacó el mensaje humanista del texto.

### Antologías
Figura en antologías como Libro del fútbol, seleccionada por Pablo Nacach (451 Editores, 2010), en la que se reúnen textos literarios relacionados con este deporte.

## Crítica y ensayo
En 2023 publicó Arturo Barea, retrato de un temperamento (Ed. Zut), ensayo sobre la vida y la obra del escritor Arturo Barea.
Aparte, Coradino Vega ha publicado también artículos en periódicos como El País, y ha escrito reseñas literarias y ensayos sobre literatura, arte y música para Revista de Libros o Letras Libres, entre otros medios culturales.